# Analog 1,2
Analog 1,2 – prototyp polskiego samochodu osobowego zbudowany na początku lat 80. XX wieku w PIMOT. Auto miało zastąpić Polskiego Fiata 125p.

## Historia
Na przełomie lat 70. i 80. XX wieku wśród opinii publicznej zaczęły pojawiać się sygnały, że Polski Fiat 125p się starzeje oraz że przydałby się jego godny nowocześniejszy następca.
Ośrodek Badawczo Rozwojowy Fabryki Samochodów Osobowych w Warszawie wraz z Przemysłowym Instytutem Motoryzacji rozpoczął prace w 1981 roku nad nowym samochodem, planowym następcą Polskiego Dużego Fiata. Projektowane auto nazwano roboczo Analog 1,2, gdyż jednym z założeń było zastosowanie w podstawowej wersji silnika o pojemności 1,2 l.
W 1982 roku w halach PIMOT-u powstał pierwszy prototypowy egzemplarz. Tak szybkie tempo udało się zyskać dzięki opieraniu się na pojazdach dostępnych już na rynku. Zastosowano m.in. płytę podłogową z Fiata Ritmo wraz z układem przeniesienia napędu i przednim zawieszeniem.
Polscy konstruktorzy zbudowali natomiast karoserię pojazdu oraz inne układy pojazdu. Niestety po pewnym czasie w związku z sytuacją społeczno-polityczną oraz podupadającą gospodarką państwa projekt utknął w martwym punkcie.
Na początku lat 80. popularny telewizyjny program naukowy Sonda na antenie TVP poświęcił dwa odcinki prototypowi samochodu Analog 1,2. Twórcy programu Zdzisław Kamiński i Andrzej Kurek przy współpracy z PIMOT-em szczegółowo przedstawili pojazd oraz jego założenia konstrukcyjne.